# Cent Llars
Cent Llars és una obra de Girona inclosa a l'Inventari del Patrimoni Arquitectònic de Catalunya.

## Descripció
És un gran bloc d'habitatges en cantonada a 4 carrers i amb plaça interior d'ús públic (pavimentada i acabada). Les façanes es concentren a 3 carrers i no existint edificació pel costat de la plaça. El conjunt es compon de dos parts, les properes al carrer laterals de planta baixa i 5 pisos formant terrasses amb relació amb el cos central (segona part) de planta baixa i 6 pisos. La unió entre les dues parts es produeix per una cornisa per sota la barana massissa dels blocs baixos i que dona la volta. Les obertures són molt petites en la seva relació amb els carrers (tancant-se en si) i s'obre a la plaça. Les finestres de carrers són controlades per les verticals dels nuclis d'accessos. Pel costat de la plaça, se'ns mostra com una gran façana lleugera, metàl·lica que recull la forma en U del conjunt, recorrent una motllura i unificant al mateix nivell que la dels carrers. Aquesta galeria i motllura se'ns retalla a les façanes laterals.